# Effetto tetto
L'effetto tetto, o effetto soffitto (in inglese, ceiling effect) in statistica o in farmacologia, è l'effetto che si osserva quando una variabile indipendente non ha più effetto su una variabile dipendente, o il livello al di sopra del quale la varianza in una variabile indipendente non è più misurabile. 
L'applicazione specifica del termine varia leggermente tra due aree di utilizzo per questo termine: farmacologico o statistico. Un esempio di utilizzo nella prima area, ovvero un effetto tetto in un trattamento, è il sollievo dal dolore di alcuni tipi di farmaci analgesici che non hanno ulteriori effetti sul dolore al di sopra di un determinato livello di dosaggio. Un esempio di utilizzo in statistica, ovvero un effetto massimo nella raccolta dei dati, è un sondaggio che raggruppa tutti gli intervistati in categorie di reddito, non distinguendo i redditi degli intervistati al di sopra del livello più alto misurato nello strumento di indagine. Il livello di reddito massimo che può essere segnalato crea un "massimale" che determina inesattezze nella misurazione, in quanto l'intervallo di variabili dipendenti non comprende i valori reali al di sopra di quel punto. L'effetto tetto può verificarsi ogni volta che una misura comporta un intervallo impostato in cui una distribuzione normale prevede più punteggi pari o superiori al valore massimo per la variabile dipendente.
L'effetto opposto è detto effetto pavimento (floor effect), cioè il livello minimo al di sotto del quale la varianza di una variabile indipendente non è più misurabile.